# Liste von Naturwaldreservaten im Land Salzburg
Im Land Salzburg gibt es derzeit 12 Naturwaldreservate mit einer gesamten Fläche von 2,5 km². Die Naturwaldreservate machen nur etwa 0,035 % der Landesfläche von Salzburg aus.

## Die Naturwaldreservate im Salzburgischen Naturschutzrecht
Naturwaldreservate sind ein internationaler Verbund von Gebieten, die zur Erhaltung und natürlichen Entwicklung der biologischen Vielfalt und dienen der Forschung, Lehre und Bildung. Jede Beeinflussung der natürliche Entwicklung unterbleibt, sie sind überwiegend mit völlig oder weitgehend ursprünglichem (bzw. naturnahen) Wald bestockte Areale.
Naturwaldreservate sind als Vertragsnaturschutz auf Bundesebene organisiert, meist in Form von 20-jährigen Verträgen zwischen der Republik Österreich und dem Waldeigentümer. Die konkreten Maßnahmen folgen seitens der Vertragsbestimmungen durch den Eigentümer, der auf Nutzungen verzichtet und Leistungen wie laufende Kontrolle erbringt, und dafür standardisierte Entgeltzahlungen erhält. Das wissenschaftliche Monitoring wird vom Bundesforschungs- und Ausbildungszentrum für Wald, Naturgefahren und Landschaft (BFW) im Auftrag des Umweltschutzministeriums durchgeführt.
In Salzburg gab es ab 1983 5 Reservate. Sie werden seit 1985 über Initiative des Salzburger Landtages als landesweites Netzwerk organisiert. Landesrechtlich werden sie meist als Geschützter Landschaftsteil, einer an sich mäßig starken Schutzklasse, ausgewiesen, einige der Gebiete sind in strengere Schutzklassen eingeordnet.
Auf Landesebene ist der Naturschutzfachdienst des Landes für die Betreuung zuständig.
Acht der Gebiete sind im Europäischen Netzwerk Biogenetischer Reservate, zwei im Rahmen des Nationalparks Hohe Tauern auch europäische Vogelschutzgebiete (Special Protection Area/Besonderes Schutzgebiet, SPA/BSG) im Natura 2000-Verbund.
Salzburg ist im österreichischen Vergleich mit recht geringen Naturwaldzellen ausgestattet, Niederösterreich hat 8-mal so viele Schutzgebiete, in Tirol ist die 10-fache Fläche ausgewiesen. Dafür hat es als einziges Bundesland ein landesweites Naturwaldreservate-Netz aufgebaut.

## Liste von Naturwaldreservaten im Land Salzburg

### Legende
- Nr. … laufende Nummer des Gebiets
- Bezeichnung des Gebiets (durchgestrichen: ehemalige Naturwaldreservate)
- Bez. … Politische Bezirke, in denen das Gebiet liegt, oder die Anteil haben
- Gem./Lage …  Gemeinden, in denen das Gebiet liegt, oder die Anteil haben, Geokoordinaten des Gebietsmittelpunkts[8]
- Fl. … Fläche in Hektar (durchgestrichen: Flächen ehemaliger Naturwaldreservate)
- seit … Datum der Ausweisung
- Eigent. … Eigentümer des Gebiets, Vertragspartner der Republik
- fW/Höhe … Forstliches Wuchsgebiet, (fW) Höhenlage
- Anmerkung … sonstiger Schutz (Sort.) und Waldtypen, Sonstiges

### Liste
| Nr. | Name                          | Bez.           | Gem. / Lage                   | ha       | seit             | Eigent.          | fW / Höhe                | Anmerkungen (Sort.) |
| --- | ----------------------------- | -------------- | ----------------------------- | -------- | ---------------- | ---------------- | ------------------------ | --- |
| 1   | Rainberg                      | Salzburg (S)   | Salzburg ·                    | 6,2      | 1986             | Stadt Salzburg   | Alpenvorland 440–511     | GLT (00053/Sbg:19), teilw. Biogen.Res. (3,3 ha); in LSG Mönchsberg–Rainberg (83,84 ha, 00042); angrenzend GLT Felsensteppe am Rainberg (00052/Sbg:20); kolliner Laubmischwald                                             |
| 2   | Gaisberg                      | Salzburg (S)   | Salzburg ·                    | 17,4     | 1988             | ÖBF              | Randalpen 0980–1220      | Biogen.Res. und GLT (00068/Sbg:26); im Geschützten Grüngürtel (REK); montaner Fichten-Tannen-Buchenwald, Kiefernwald auf Sonderstandorten (jüngst Schlägerung wegen Borkenkäferbefall)                                    |
| 3   | Mitterkaser                   | Pinzgau (ZE)   | Weißbach ·                    | ca. 90 0 | 1987?            | Bayr. Saalforste | Randalpen 1460–1860      | Biogen.Res. ; in NDM (00133, ges. 425,5 ha, NWR ohne Ödland); subalpiner Fichten-Lärchen-Zirbenwald, Latschenfelder |
| 4   | Stoißen                       | Pinzgau (ZE)   | Saalfelden ·                  | 78 0     | 1987             | Land Salzburg    | Randalpen 0700–1400      | Biogen.Res. und GLT (00063, beide 71,5 ha) div. Waldgesellschaften Auwald/Bergwald |
| 5   | Rosswald                      | Pinzgau (ZE)   | Saalbach-Hinterglemm ·        | 5 0      | 1988             | privat           | Zwischenalpen 1650–1750  | Biogen.Res. (4,08 ha) und GLT (00065, 4,17 ha) subalpiner Fichtenwald |
| 6   | Laubwald beim Kesselfall      | Pinzgau (ZE)   | Kaprun ·                      | ca. 45 0 | 1988? (NDM 1933) | privat           | Innenalpen ca. 1000–1800 | in Biogen.Res. Laubholzbestand beim – und NDM Laubholzbestand nächst dem Kesselfall (00023, beide 79,3 ha); unweit NP-Kernzone Hohe Tauern inneralpiner Laubmischwald                                                     |
| 7   | Biederer Alpswald             | Tennengau (HA) | Golling ·                     | 28,2     | 1989             | ÖBF              | Randalpen 1480–1600      | Biogen.Res. und GLT (00078); in ESG und NSG Kalkhochalpen (AT3211012/ESG00009/NSG00012) karbonatischer Plateauwald mit Fichten-Lärchen-Zirben (Latsche)                                                                   |
| 8   | Prossauwald                   | Pongau (JO)    | Badgastein ·                  | 45 0     | 1990             | ÖBF              | Innenalpen 1350–1850     | Biogen.Res. (34,1 ha) und GLT Prossauwald in Gastein (00080, 43,1 ha); in ESG und NPK-Kernzone Hohe Tauern (ESG AT3210001/NP00001) montaner Fichten-Tannen-Wald bis subalpiner Lärchen-Zirben-Wald mit Kiefer und Latsche |
| 9   | Vorderweisstürchlwald         | Pinzgau (ZE)   | Rauris ·                      | 4,9      | 1992             | privat           | Innenalpen 1670–1890     | NDM (00241, 6,4 ha, Schutzwald ohne Lawinengang/Ödfläche); in ESG und NPK-Kernzone Hohe Tauern (ESG AT3210001/NP00001) Silikat-Lärchen-Fichtenwald (subalpin) mit Zirbe                                                   |
| 10  | Ullnwald                      | Lungau (TA)    | Tweng ·                       | 7 0      | 1993             | ÖBF              | Innenalpen 1560–1780     | GLT (00098, 7,9 ha); Silikat-Lärchen-Fichtenwald (subalpin) mit Zirbe |
| 11  | Saalach-Altarm                | Flachgau (SL)  | Wals-Siezenheim ·             | 2,5      | 1995             | privat           | Alpenvorland 440–460     | GLT Saalach-Altarm u. umgrenz. Feuchtwiesen (00040, 10,4 ha, Kernbereich ist NWR); Silberweiden-Auwald |
| 12  | Hutterwald                    | Pinzgau (ZE)   | Niedernsill ·                 | 18,8     | 1998             | privat           | Innenalpen ca. 1600–1700 | GLT (00109, 29,8 ha); subalpiner und hochmontaner Fichtenwald, Alpenrosen-Lärchenwald |
| −   | Blühnbachtal, Wasserkar       | Pongau (JO)    | Werfen ·                      | 30 0     | ?                | ÖBF              | Randalpen 1350–1800      | in ESG und NSG Kalkhochalpen (AT3211012/ESG00009/NSG00012), in dessen Managementplan übernommen; Lärchen- bis Kalkhangschutt-Fichtenwald                                                                                  |
| −   | Laubholzbestand im Stubachtal | Pinzgau (ZE)   | Uttendorf ·                   | 8,1      | ?                | ÖBF              | Innenalpen 840–1100      | ex lege (Lebensraumschutz § 24 NSchG) Eschen-Bergahorn-Schluchtwald mit Bergulme |
| −   | Wiegenwald                    | Pinzgau (ZE)   | Uttendorf                     | 40 0     | ?                | ÖBF              | Innenalpen 1400–1900     | in ESG und NPK-Pufferzone Hohe Tauern (ESG AT3210001/NP00001), in dessen Managementplan übernommen; subalpiner Silikat-Fichtenwald, Lärchenwald, Latschengebüsche                                                         |
| −   | Poschalm, Obersulzbachtal     | Pinzgau (ZE)   | Neukirchen am Großvenediger · | 12,8     | 1983–84          | ÖBF              | Innenalpen 1550–1900     | in ESG und NPK-Kernzone Hohe Tauern (ESG AT3210001/NP00001), in dessen Managementplan übernommen; subalpiner Silikat-Fichtenwald bis Zirbenwald                                                                           |
| −   | Wandl-Rauris                  | Pinzgau (ZE)   | Rauris ·                      | 13,1     | bis 1992         | ?                | Innenalpen 1150–1490     | jetzt Sonderschutzgebiet (SSG00002) des NPK und ESG Hohe Tauern (ESG AT3210001/NP00001), in dessen Managementplan übernommen; ?                                                                                           |

Quelle und Stand: Land Salzburg/SAGIS, 2013
(1.3) Subkontinentale Innenalpen – Ostteil
(2.2) Nördl. Zwischenalpen – Ostteil
(4.1) Nördl. Randalpen – Westteil
(7.1) Nördliches Alpenvorland – Westteil